# Silloi
Silloi (sílloi) sind eine Form antiker griechischer Lyrik, in der Spottgedichte verfasst wurden. Hexametrische und jambische Verse werden dabei abgewechselt. Ein bekannter Dichter, der in Silloi dichtete, war der Philosoph Xenophanes.